# ديفيد ميلر (سياسي)
ديفيد ميلر (بالإنجليزية: David Miller)‏ هو سياسي أمريكي، ولد في 29 يناير 1953 في تشيليكوث في الولايات المتحدة. حزبياً، نشط في الحزب الجمهوري. وقد انتخب عضو مجلس نواب وايومنغ (2001 – ).